# المكتبة الثقافية
المكتبة الثقافية هي سلسلة نصف شهرية جامعة تتناول مختلف ألوان المعرفة. كتب فيها كبار كتاب وأدباء العالم العربي آنذاك مثل الأستاذ عباس محمود العقاد والدكتور ثروت عكاشة، وغيرهم. تصدرها دار القلم في القاهرة وكانت تطبع في مطابع دار القلم.